# 那珂大宮バイパス
那珂大宮バイパス（なかおおみやバイパス）は、国道118号のバイパス道路である。

## 概要
茨城県水戸市と福島県会津若松市とを結ぶ一般国道118号のうち、茨城県内の水戸市 - 常陸大宮市間で生じている慢性的な交通渋滞と、春・夏・秋の行楽シーズン中の常磐自動車道 那珂インターチェンジを利用した水戸市街・奥久慈方面への行楽客による交通渋滞が発生している状況を鑑み、同区間の円滑な交通の確保と、幹線道路ネットワークの強化に資することを目的として、平成8年度（1996年）から事業着手された、4車線化バイパス道路である。
特に渋滞の著しい茨城県道61号日立笠間線交差点から現・国道118号大宮バイパス起点までの区間を優先区間として、第1期事業（那珂市飯田 - 常陸大宮市下村田）が行われている。

### 路線データ
- 起点：茨城県那珂市飯田[1]
- 終点：茨城県常陸大宮市下村田[1]
- 全長：13.7 km[1]
- 道路幅員：28 m/車道部14 m[1]
- 車線数：4車線[1]
- 事業区間
  - 第1期事業：那珂市飯田 - 常陸大宮市下村田（延長8.3 km）[1]
  - 第2期事業：那珂市西木倉 - 那珂市飯田（延長5.4 km）[1]

## 年表

### 大宮バイパス
- 1978年（昭和53年）4月1日：那珂郡大宮町大字泉（大宮バイパス入口） - 同町大字大宮（上町交差点）が部分開通[2]。
- 1983年（昭和58年）12月22日：那珂郡大宮町（上町交差点 - 姥賀交差点）を供用開始。大宮バイパス（4.84 km）が全線開通[3]。
- 1986年（昭和61年）10月2日：大宮バイパス開通を受け、那珂郡大宮町（大宮バイパス入口 - 姥賀交差点）の旧道区間（4.352 km）が国道指定解除される[4]。
- 1988年（昭和63年）3月23日：那珂郡大宮町大字石沢 - 同町南中富間を供用開始[5]。
- 1989年（平成元年）3月10日：大宮町大字泉 - 同町大字石沢間を供用開始[6]。
- 1989年（平成元年）10月2日：大宮町大字泉（大宮バイパス入口 - 大宮警察署前）を4車線化[6]。

### 瓜連バイパス・那珂大宮バイパス
- 2004年（平成16年）8月12日：第1期事業1工区、那珂郡瓜連町大字瓜連 - 那珂郡大宮町大字下村田の3.095 km区間の現道拡幅及びバイパス化する道路区域が決定する[7]。
- 2005年（平成17年）10月26日：常陸大宮市下村田地内の区間（約0.4 km）を4車線化供用開始[8]。
- 2010年（平成22年）8月23日：常陸大宮市下村田地内の区間（約0.8 km）を4車線化供用開始[9]。
- 2018年（平成30年）5月14日：第1期事業2工区、那珂市中里 - 同市瓜連の1.350 km区間の現道拡幅する道路区域が決定する[10]。
- 2018年（平成30年）8月28日：那珂市下大賀 - 常陸大宮市下村田のバイパス一部区間（約0.7 km）を供用開始[11][12]。
- 2018年（平成30年）11月19日：那珂市瓜連 - 同市下大賀のバイパス一部区間（約0.5 km）を供用開始[13]。
- 2021年（令和3年）1月12日：那珂市下大賀 - 常陸大宮市下村田（0.9 km）が4車線化[14]。
- 2021年（令和3年）3月25日：那珂市瓜連 - 常陸大宮市下村田（約1.6 km）が4車線化[15]。
- 2022年（令和4年）11月30日：那珂市中里 - 瓜連（約1.5 km）が4車線化[16][17]。

## 道路施設
- 静跨線橋（JR水郡線、那珂市瓜連）
- 下大賀高架橋（那珂市下大賀）
- 玉川橋（玉川、那珂市下大賀 - 常陸大宮市下村田）

## 地理
常陸大宮市のメインストリートとなっており多くの商業施設が立ち並ぶ。

### 通過する自治体
- 茨城県
  - 那珂市 - 常陸大宮市

### 交差する道路
- 茨城県道168号静常陸大宮線（常陸大宮市石沢）
- 茨城県道318号小場常陸大宮停車場線（常陸大宮市石沢：市役所南交差点）
- 茨城県道21号常陸大宮御前山線（常陸大宮市抽ヶ台町/上町：上町交差点）
- 国道293号（常陸大宮市東富町/姥賀町：東富交差点）

### 沿線
- JR水郡線
  - 瓜連駅 - 常陸大宮駅
- ケーズデンキ常陸大宮店（常陸大宮市下村田）
- イオン常陸大宮店（常陸大宮市下村田）
- 大宮自動車教習所（常陸大宮市下村田）
- ヤマダデンキテックランド常陸大宮店（常陸大宮市泉）
- ヨークベニマル常陸大宮店（常陸大宮市泉）
- 大宮警察署（常陸大宮市泉）
- 山新大宮店（常陸大宮市泉）
- 常陸大宮市立第二中学校（常陸大宮市石沢）
- 常陸大宮市役所（常陸大宮市中富町）